# Средние Мангареки
Средние Мангареки — деревня в Абанском районе Красноярского края России. Входит в состав Никольского сельсовета.

## История
Деревня Средне-Мангарецкая была основана в 1923 году. По данным 1929 года в Средне-Мангарецкой имелось 33 хозяйства и проживало 186 человек (в основном — русские). Административно деревня входила в состав Троицкого сельсовета Абанского района Канского округа Сибирского края.

## География
Деревня находится в юго-западной части района, к востоку от озера Мангорек, примерно в 11 километрах (по прямой) к северо-западу от посёлка Абан, административного центра района. Абсолютная высота — 254 метра над уровнем моря.

## Население
| 1926 | 1989 | 2002 | 2010 |
| ---- | ---- | ---- | ---- |
| 186  | ↘95  | ↘55  | ↘23  |

Гендерный состав
По данным Всероссийской переписи населения 2010 года 13 мужчин и 10 женщин из 23 чел.
Национальный состав
Согласно результатам переписи 2002 года, в национальной структуре населения русские составляли 94 %.

## Улицы
Уличная сеть деревни состоит из одной улицы (ул. Набережная).